# Nuno Borges
Nuno Borges (* 19. Februar 1997 in Maia) ist ein portugiesischer Tennisspieler.

## Karriere
Auf der ITF Junior Tour erreichte Borges im April 2015 Platz 44. In diesem Jahr nahm er auch an drei der vier Grand-Slam-Turniere der Junioren teil, wo er aber jeweils nicht weiter als die zweite Runde kam.
Ab 2017 spielt er regelmäßig Profiturniere. In seinem ersten Jahr konnte er auf der drittklassigen ITF Future Tour erste Titel feiern – im Einzel und Doppel verbuchte er je zwei Turniersiege. In den folgenden Jahren kam es jährlich zu weiteren Titel, sodass er kumuliert bis 2021 zehn Einzel und sieben Doppeltitel gewinnen konnte. Er gewann während dieser Zeit über 70 % seiner Matches im Einzel. Erste Erfolge auf der ATP Challenger Tour gelangen ihm 2021. Nachdem er 2019 schon einmal in Lissabon das Halbfinale erreichen konnte, schaffte er 2021 in Oeiras mit Francisco Cabral den Titel zu gewinnen. Im Einzel stand er zudem im Finale, wo er dem Argentinier Pedro Cachín unterlegen war. Nach dem Turnier stand er in der Tennisweltrangliste jeweils auf seinem neuen Karrierehoch. Zwei Wochen später qualifizierte sich Borges in Estoril für das Hauptfeld seines ersten ATP-Turniers nach Siegen über Liam Broady und Roberto Carballés Baena.

## Erfolge
| Legende (Anzahl der Siege) |
| Grand Slam                 |
| ATP Finals                 |
| ATP Tour Masters 1000      |
| ATP Tour 500               |
| ATP Tour 250 (2)           |
| ATP Challenger Tour (15)   |

| ATP-Titel nach Belag |
| Hartplatz (0)        |
| Sand (2)             |
| Rasen (0)            |

### Einzel

#### Turniersiege

##### ATP Tour
| Nr. | Datum         | Turnier | Belag | Finalgegner  | Ergebnis |
| --- | ------------- | ------- | ----- | ------------ | -------- |
| 1.  | 21. Juli 2024 | Båstad  | Sand  | Rafael Nadal | 6:3, 6:2 |

##### ATP Challenger Tour
| Nr. | Datum            | Turnier     | Belag     | Finalgegner             | Ergebnis      |
| --- | ---------------- | ----------- | --------- | ----------------------- | ------------- |
| 1.  | 5. Dezember 2021 | Antalya     | Sand      | Ryan Peniston           | 6:4, 6:3      |
| 2.  | 17. April 2022   | Barletta    | Sand      | Miljan Zekić            | 6:3, 7:5      |
| 3.  | 26. Februar 2023 | Monterrey   | Hartplatz | Borna Gojo              | 6:4, 7:66     |
| 4.  | 19. März 2023    | Phoenix (1) | Hartplatz | Alexander Schewtschenko | 4:6, 6:2, 6:1 |
| 5.  | 3. Dezember 2023 | Maia        | Sand (i)  | Benoît Paire            | 6:1, 6:4      |
| 6.  | 17. März 2024    | Phoenix (2) | Hartplatz | Matteo Berrettini       | 7:5, 7:64     |

### Doppel

#### Turniersiege

##### ATP Tour
| Nr. | Datum       | Turnier | Belag | Partner          | Finalgegner                     | Ergebnis |
| --- | ----------- | ------- | ----- | ---------------- | ------------------------------- | -------- |
| 1.  | 1. Mai 2022 | Estoril | Sand  | Francisco Cabral | Máximo González André Göransson | 6:2, 6:3 |

##### ATP Challenger Tour
| Nr. | Datum              | Turnier    | Belag     | Partner          | Finalgegner                               | Ergebnis          |
| --- | ------------------ | ---------- | --------- | ---------------- | ----------------------------------------- | ----------------- |
| 1.  | 11. April 2021     | Oeiras (1) | Sand      | Francisco Cabral | Pawel Kotow Tseng Chun-hsin               | 6:1, 6:2          |
| 2.  | 25. September 2021 | Braga      | Sand      | Francisco Cabral | Jesper de Jong Bart Stevens               | 6:3, 6:74, [10:5] |
| 3.  | 6. November 2021   | Teneriffa  | Hartplatz | Francisco Cabral | Jeevan Nedunchezhiyan Purav Raja          | 6:3, 6:4          |
| 4.  | 27. November 2021  | Manama     | Hartplatz | Francisco Cabral | Maximilian Neuchrist Michail Pervolarakis | 7:5, 6:75, [10:8] |
| 5.  | 11. Dezember 2021  | Maia (1)   | Sand (i)  | Francisco Cabral | Andrej Martin Gonçalo Oliveira            | 6:3, 6:4          |
| 6.  | 18. Dezember 2021  | Maia (2)   | Sand (i)  | Francisco Cabral | Piotr Matuszewski David Pichler           | 6:4, 7:5          |
| 7.  | 2. April 2022      | Oeiras (2) | Sand      | Francisco Cabral | Sanjar Fayziyev Markos Kalovelonis        | 6:3, 6:0          |
| 8.  | 9. April 2022      | Oeiras (3) | Sand      | Francisco Cabral | Zdeněk Kolář Adam Pavlásek                | 6:4, 6:0          |
| 9.  | 7. Mai 2022        | Prag       | Sand      | Francisco Cabral | Andrew Paulson Adam Pavlásek              | 6:4, 6:73, [10:5] |

## Abschneiden bei Grand-Slam-Turnieren

### Einzel
| Turnier         | 2022 | 2023 | 2024 | 2025 | Karriere |
| --------------- | ---- | ---- | ---- | ---- | -------- |
| Australian Open | —    | 1    | AF   | 3    | AF       |
| French Open     | 1    | 2    | 1    | 3    | 3        |
| Wimbledon       | 1    | 1    | 1    | 3    | 3        |
| US Open         | 2    | 1    | AF   |      | AF       |

Zeichenerklärung: S = Turniersieg; F, HF, VF, AF = Einzug ins Finale / Halbfinale / Viertelfinale / Achtelfinale; 1, 2, 3 = Ausscheiden in der 1. / 2. / 3. Hauptrunde; Q1, Q2, Q3 = Ausscheiden in der 1. / 2. / 3. Qualifikationsrunde; nicht ausgetragen

### Doppel
| Turnier         | 2022 | 2023 | 2024 | 2025 | Karriere |
| --------------- | ---- | ---- | ---- | ---- | -------- |
| Australian Open | —    | —    | 2    | VF   | VF       |
| French Open     | —    | —    | —    | AF   | AF       |
| Wimbledon       | 2    | —    | 1    | 2    | 2        |
| US Open         | 2    | —    | AF   |      | AF       |